# جو آن ایوانزگاردنر
جو آن ایوانزگاردنر (انگلیسی: Jo Ann Evansgardner; ۱۹ آوریل ۱۹۲۵ – ۱۶ فوریهٔ ۲۰۱۰) روان‌شناس و فعال اجتماعی آمریکایی بود. او در لتروب، پنسیلوانیا متولد شد و روان‌شناسی را در دانشگاه پیتسبرگ مطالعه کرد، جایی که با همسرش، جرالد گاردنر آشنا شد و در همان سالی که مدرک کارشناسی خود را دریافت کرد، با او ازدواج نمود. این زوج به دوبلین نقل مکان کردند اما پس از پنج سال به پیتسبرگ بازگشتند، جایی که اوانس‌گاردنر مدرک دکترای خود را در روان‌شناسی تجربی دریافت کرد. او در سال ۱۹۶۹ انجمن روان‌شناسی زنان را بنیان نهاد و همراه با همسرش در انجمن ملی پیشرفت رنگین‌پوستان و سازمان‌های فمینیستی متعدد فعالیت داشت.
در سال ۱۹۶۸، این زوج به سازمان ملی زنان (NOW) پیوستند و به عنوان رؤسای مشترک اولین شعبه NOW در پیتسبرگ خدمت کردند. در این نقش، اوانس‌گاردنر در تأسیس KNOW, Inc. مشارکت داشت و در پرونده ۱۹۷۳ دیوان عالی ایالات متحده آمریکا، Pittsburgh Press Co. v. Pittsburgh Commission on Human Relations، که به تفکیک آگهی‌های استخدامی بر اساس جنسیت در روزنامه‌ها پایان داد، درگیر بود. او به عنوان مدیر منطقه شرقی NOW منصوب شد و اعتراضات ملی علیه ای‌تی‌اندتی را هماهنگ کرد.
اوانس‌گاردنر در سال ۱۹۷۷ از شرکت پخش وستینگهاوس به دلیل تبعیض جنسیتی شکایت کرد. این پرونده به دیوان عالی کشور رسید و با عنوان Gardner v. Westinghouse Broadcasting Co. شناخته شد. او همچنین یکی از بنیان‌گذاران کاکس سیاسی ملی زنان و نامزد ناکام جمهوری‌خواهان برای شورای شهر پیتسبرگ در سال ۱۹۷۱ بود. او و همسرش در سال ۱۹۸۰ به هیوستون نقل مکان کردند، جایی که او یک شعبه محلی NOW را در دانشگاه هیوستون تأسیس کرد. آنها بعداً به پیتسبرگ بازگشتند، جایی که او در ۱۶ فوریه ۲۰۱۰ درگذشت.

## اوایل زندگی
اوانس‌گاردنر با نام جو آن اوانس در ۱۹ آوریل ۱۹۲۵ در لتروب، پنسیلوانیا متولد شد. پدر و مادر او یوجین و الیزابت اوانس بودند و برادرزاده‌اش باربارا اوانس فلایشهاور، بعدها نماینده ایالتی در ویرجینیای غربی شد. او در محله هیزل‌وود در پیتسبرگ بزرگ شد. در کودکی، قصد داشت پزشک شود اما از این حرفه مردسالارانه بازداشته شد. او در دوران جنگ جهانی دوم به کارولینای شمالی نقل مکان کرد، جایی که برای ارتش دوم کامیون می‌راند. در سال ۱۹۴۵، به زادگاهش بازگشت و برای یونیون کاربید در مؤسسه تحقیقات صنعتی ملون مشغول به کار شد، شغلی که به او اجازه داد در دانشگاه پیتسبرگ تحصیل کند. او در سال ۱۹۵۰ با مدرک کارشناسی در روان‌شناسی فارغ‌التحصیل شد. همان سال، با جرالد گاردنر، ریاضی‌دان و ژئوفیزیکدان، ازدواج کرد. ابتدا نام خانوادگی خود را با نام همسرش ترکیب کرد، اما به دلیل مشکلات فنی در ثبت نام‌های ترکیبی، تصمیم گرفت نام‌های خود و همسرش را ادغام کند. مدت کوتاهی پس از ازدواج، این زوج پنج سال را در دوبلین گذراندند، جایی که اوانس‌گاردنر از ایفای نقش یک زن خانه‌دار مقاومت کرد.

## فعالیت‌های اجتماعی
اوانس‌گاردنر در جنبش حقوق مدنی فعال بود و در سال ۱۹۶۳ همراه با همسرش به انجمن ملی پیشرفت رنگین‌پوستان (NAACP) پیوست. این زوج در دهه‌های ۱۹۷۰ و ۱۹۸۰ در اتحادیه آزادی‌های مدنی آمریکا (ACLU)، سال جهانی زن در ۱۹۷۵، کنفرانس ملی زنان ۱۹۷۷ و گروه‌های حامی حقوق تولیدمثل نقش داشتند. او در سال ۱۹۶۸ به سازمان ملی زنان (NOW) پیوست. ویلم اسکات هاید، همکار او در دانشگاه ایالتی پنسیلوانیا، او را به این گروه معرفی کرد و او در جذب دیگر زنان به جنبش شهرت یافت. اوانس‌گاردنر به دلیل متقاعد کردن النور اسمیل، که بعداً رئیس سازمان ملی زنان و بنیاد اکثریت فمینیستی شد، اعتبار دارد.

### KNOW, Inc.
در سال ۱۹۶۸، اوانزگاردنر همراه با همسرش هایده، جین ویتر و فیلیس وتربی KNOW, Inc. را تأسیس کرد. این انتشارات نخستین انتشارات فمینیستی بود که از خانه اوانزگاردنر در شیدساید فعالیت می‌کرد. این انتشارات تحت شعار «آزادی مطبوعات متعلق به کسانی است که مالک مطبوعات هستند» فعالیت داشت. آن‌ها سخنرانی‌ها و مقالات فمینیستی از اعضای سازمان ملی زنان را منتشر کردند، از جمله "The Tyranny of Structurelessness" اثر جو فریمن و من از خانه فرار می‌کنم، اما اجازه عبور از خیابان را ندارم اثر گابریل برتون. شیلا توبیاس، که یکی از اولین کنفرانس‌های حقوق زنان را سازماندهی کرده بود، با KNOW همکاری کرد و اجازه داد این انتشارات مواد آموزشی گردآوری‌شده از استادان دانشگاه‌های مختلف دربارهٔ مسائل زنان را منتشر کند. از طریق این همکاری، KNOW اولین مواد درسی مطالعات زنان را منتشر کرد. سال بعد، اوانزگاردنر پیشنهاد کرد که به جای Mrs. یا Miss از اصطلاح Ms. استفاده شود.

### اولین NOW پیتسبورگ
اوانزگاردنر همراه با همسرش به عنوان رئیس مشترک اولین شاخه محلی سازمان ملی زنان در پیتسبورگ فعالیت کرد. او در کنار انجمن مسیحیان زن جوان (YWCA)، زنان در بحران شهری و NAACP در اعتراضات مقابل فروشگاه سیرز در منطقه ایست لیبرتی برای افزایش استخدام سیاه‌پوستان شرکت کرد. هنگامی که پلیس فقط معترضان سیاه‌پوست را دستگیر کرد، اوانزگاردنر و همسرش درخواست دستگیری خود را نیز کردند. این اعتراض منجر به افزایش ۳۰ درصدی استخدام آفریقایی-آمریکایی‌ها در سیرز شد. او همچنین در کمپین تصویب متمم حقوق برابر (ERA) در پنسیلوانیا نقش داشت. اوانزگاردنر و همسرش بین سال‌های ۱۹۶۹ تا ۱۹۷۸ جلسات هفتگی نامه‌نگاری برای نمایندگان برگزار می‌کردند.
در سال ۱۹۶۹، او به هیئت مدیره ملی سازمان ملی زنان انتخاب شد. همان سال، او و همسرش شکایتی علیه روزنامه پیتسبورگ پرس مطرح کردند که نیازمندی‌های شغلی را به صورت جنسیتی تفکیک می‌کرد. این شکایت منجر به پرونده‌ای شد که در دیوان عالی آمریکا بررسی شد و در سال ۱۹۷۳ به نفع سازمان ملی زنان رأی داده شد. این رأی همه تبلیغات شغلی جنسیتی را غیرقانونی اعلام کرد.
اوانزگاردنر به عنوان مدیر منطقه‌ای شرقی سازمان ملی زنان فعالیت داشت و برای سمت معاونت حقوقی رقابت کرد، اگرچه موفق به کسب آن نشد. او تظاهراتی علیه ای‌تی‌اندتی در ۱۵ شهر مختلف ایالات متحده سازماندهی کرد و در دادخواست علیه این شرکت به دلیل تبعیض جنسی و نژادی نقش داشت.
او همچنین در سال ۱۹۷۴ کنفرانس «زن شگفت‌انگیز» را در آتلانتیک سیتی، نیوجرسی سازماندهی کرد که به عنوان «ضد مراسم ملکه زیبایی» در برابر مسابقات میس آمریکا ۱۹۷۴ برگزار شد.
اوانزگاردنر به خاطر برخوردهای صریحش شناخته می‌شد. او در اعتراض به ممنوعیت سقط جنین در بیمارستان وسترن پنسیلوانیا با یکی از نگهبانان درگیر شد و در سال ۱۹۷۰ دو جلسه سنا را برای طرح مسائل زنان مختل کرد. در ۱۹۷۲، او و همسرش به دلیل قرار دادن یک مجسمه کاغذی از سوزان آنتونی بر سر مجسمه پدر دافی در تایمز اسکوئر دستگیر شدند. در سال ۱۹۷۴، او به یک مقام محلی که به او گفته بود «به آشپزخانه‌ات برگرد» حمله کرد. در ۱۹۷۵، او و جین کلارک در اعتراض به حقوق باروری مقابل سفارت واتیکان در واشینگتن شرکت کردند، جایی که مردی به او تف انداخت و او نیز به وی لگد زد.